# Anthothoe neozelanica
Anthothoe neozelanica is een zeeanemonensoort uit de familie Sagartiidae. De anemoon komt uit het geslacht Anthothoe. Anthothoe neozelanica werd in 1924 voor het eerst wetenschappelijk beschreven door Carlgren. 